# قطعنامه ۵۸۹ شورای امنیت
قطعنامه  ۵۸۹ شورای امنیت سازمان ملل متحد که در تاریخ ۱۰ اکتبر ۱۹۸۶ تصویب شد، سندی بین‌المللی دربارهٔ توصیه در مورد انتصاب دبیر کل سازمان ملل است. این قطعنامه طی نشست ۲۷۱۴ام با ۱۵ موافق، ۰ مخالف و ۰ ممتنع تصویب شد.